# مورالی نایر
مورالی نایر (انگلیسی: Murali Nair؛ زادهٔ ۱۰ ژانویهٔ ۱۹۶۶) یک کارگردان، و فیلم‌نامه‌نویس اهل هند است. از فیلم‌های او می‌توان به مارانا سیماسانام اشاره کرد.